# Csiromedusa
Genre
Csiromedusa est un genre de narcoméduses (hydrozoaires) de la famille des Csiromedusidae.

## Liste d'espèces
Selon World Register of Marine Species (30 mars 2016), Csiromedusa comprend l'espèce suivante :
- Csiromedusa medeopolis Gershwin & Zeidler, 2010